# Bella Notte
"Bella Notte" (italienska för "vacker natt") är en sång från Disneyfilmen Lady och Lufsen från 1955, där den sjungs av George Givot (i rollen som "Tony"). Sången är ursprungligen skriven på engelska av Sonny Burke och Peggy Lee, medan Gardar Sahlberg och Karl Lennart skrivit en text på svenska.
Sången är egentligen en kärlekssång men används i Sverige ofta som julsång, eftersom ett sånginslag med "Bella Notte" ur filmen Lady och Lufsen visas i Kalle Anka och hans vänner önskar God Jul på julafton i Sveriges Television varje år. Sången framförs där av Carl-Erik Thambert. Just detta avsnitt i filmen utspelar sig dock inte vid jul.
Flera svenska artister har framfört sången. Siw Malmkvist sjöng in sången på grammofonskiva, med text på svenska, som hon släppte i februari månad 1956. Christer Sjögren har spelat in sången på svenska på sitt julalbum När ljusen ska tändas därhemma från 1994 men redan 1979 hade Vikingarna (där Sjögren då var sångare) givit ut den på albumet Vikingarnas julparty.

## Publikation
- Julens önskesångbok, 1997, under rubriken "Nyare julsånger"